# Cattedrali in Sierra Leone
Questa è una lista delle cattedrali in Sierra Leone.

## Cattedrali cattoliche

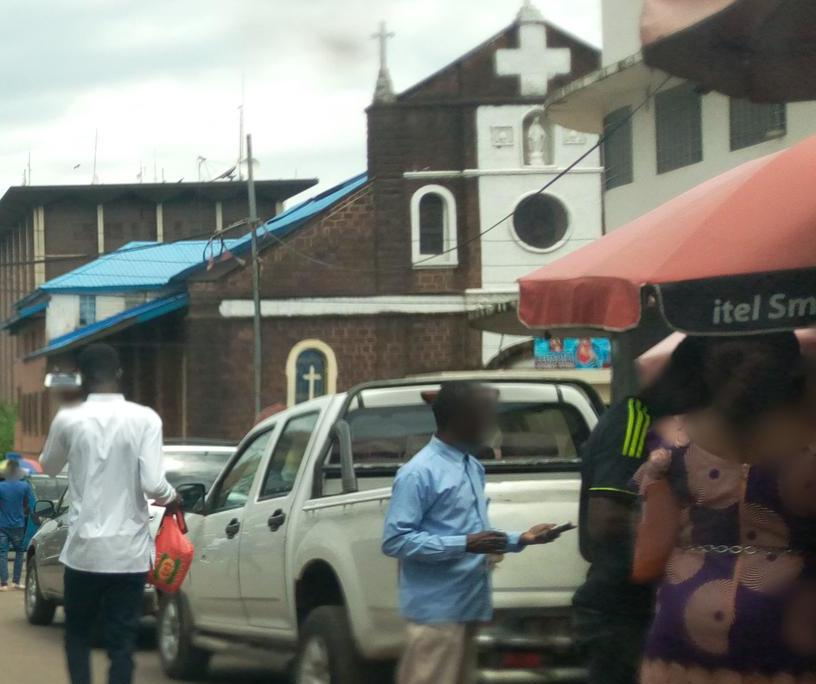
La Cattedrale del Sacro Cuore a Freetown.

| Cattedrale                               | Arcidiocesi o Diocesi   | Località |
| ---------------------------------------- | ----------------------- | -------- |
| Cattedrale del Sacro Cuore               | Arcidiocesi di Freetown | Freetown |
| Cattedrale del Cuore Immacolato di Maria | Diocesi di Bo           | Bo       |
| Cattedrale di San Paolo                  | Diocesi di Kenema       | Kenema   |
| Cattedrale di Nostra Signora di Fatima   | Diocesi di Makeni       | Makeni   |

## Cattedrale anglicana
| Cattedrale                | Arcidiocesi o Diocesi         | Località |
| ------------------------- | ----------------------------- | -------- |
| Cattedrale di San Paolo   | Diocesi anglicana di Bo       | Bo       |
| Cattedrale di San Giorgio | Diocesi anglicana di Freetown | Freetown |